# تالار ردشدگان

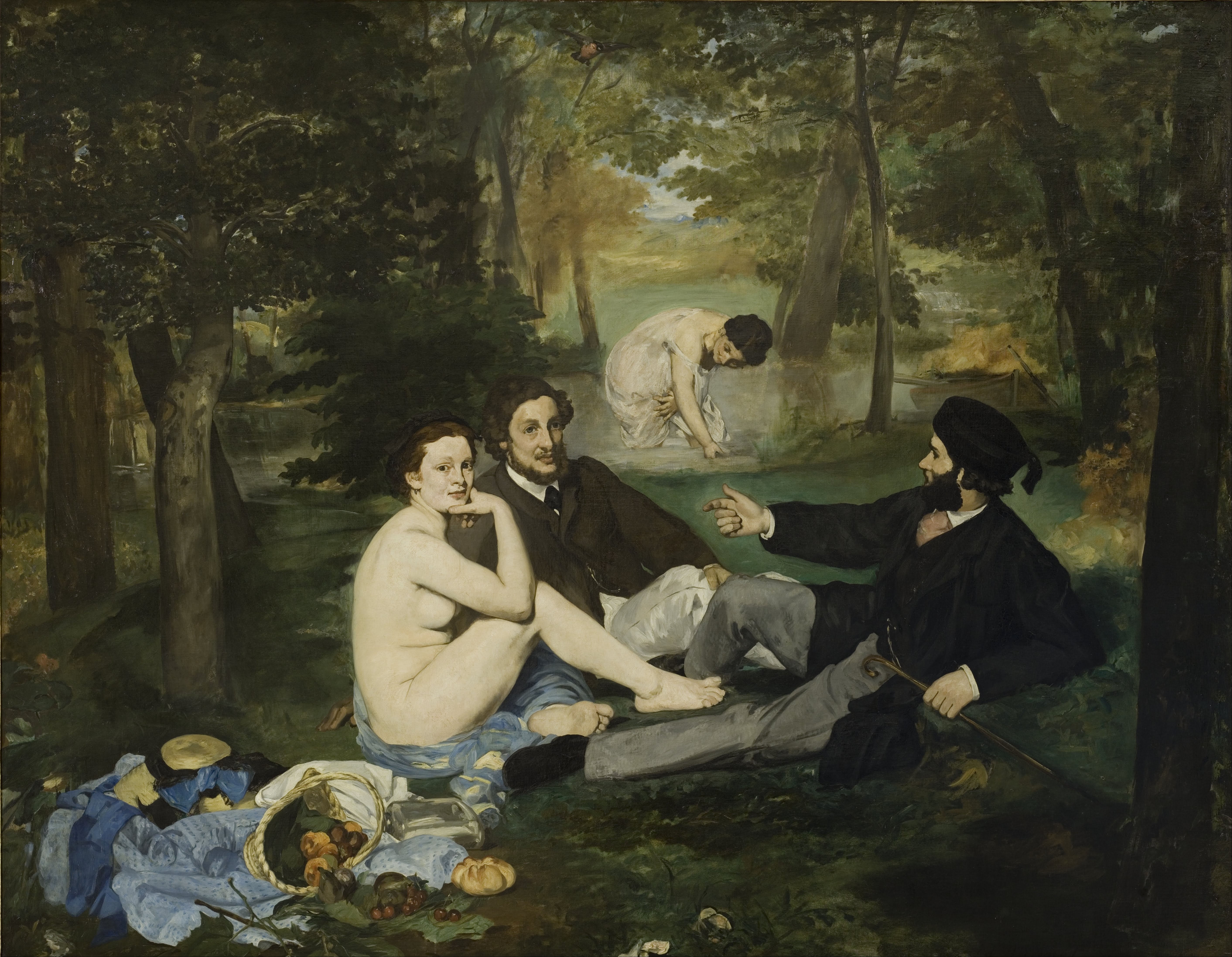
تالار رد شدگان

تالار ردشدگان به فرانسوی Salon des Refusés نام نمایشگاهی است که آثاری که از سوی داوران سالن (از سوی دولت فرانسه) رد شده‌اند در آنجا به نمایش گذاشته می‌شوند. سالن در کاخ صنعت (Palais de l'Industrie) قرار داشت؛ البته امروزه عبارت سالن بیشتر برای اشاره به همین تالار ردشدگان بکار می‌رود.
در سال ۱۸۶۳ هیئت داوری، دو-سوم آثار پیشنهاد شده را رد کردند از جمله آثار گوستاو کوربه، ادوارد مانه و کامی پیسارو. ردشدگان و دوستانشان به این مسئله اعتراض کردند و صدای اعتراض آنها به ناپلئون سوم رسید، سلیقهٔ شاه در هنر بسیار سنتی بود او آثار هنرمندانی چون الکساندر کابانل را می‌خرید اما از سوی دیگر به نظر عمومی مردم دربارهٔ خودش بسیار حساس بود. از این رو بیانیهٔ رسمی داد که آثار رد شده می‌توانند در بخش دیگری از کاخ صنعت به نمایش گذاشته شوند.
روزانه بیش از ۱۰۰۰ بازدیدکننده به تالار ردشدگان می‌رفت به گونه ای که امیل زولا در گزارشی گفته که جمعیت یکدیگر را هل می‌دهند تا وارد نمایشگاه‌های آثار شوند اتاق‌ها نیز پر است از صدای خندهٔ تماشاچیان.
از جمله آثار مشهور آویزان شده در این تالار می‌توان به ناهار در چمنزار و سمفونی سفید، شماره ۱: دختر سفید اشاره کرد.